# Melkviooltje
Melkviooltje (Viola persicifolia, synoniem: Viola stagnina) is een soort uit de viooltjesfamilie (Violaceae).

## Determinatie
Melkviooltje is een overblijvende, kruidachtige plant. Ze wordt 2–30 cm hoog, heeft rechtopstaande, vaak vertakte, kale stengels en wortelstokken. De 2–4 cm lange en 1–1,5 cm brede smal driehoekig-eironde tot langwerpige bladeren hebben een iets hartvormige afgeknotte of wigvormige voet en een smal gevleugelde, 1–3 cm lange bladsteel. De bladeren zijn van boven zeer kort behaard. De sterk getande, smal-lancetvormige steunblaadjes zijn van de bovenste bladeren minstens half zo lang als de bladsteel.
Melkviooltje bloeit in mei en juni met eerst melkwitte en een blauwige weerschijn, later verkleurend naar bleekblauwe, 1–1,8 cm grote bloemen. De bloemen geven geen geur af. De groengele spoor is 2–3,5 mm lang en komt 0,5–2,5 mm voorbij de aanhangsels van de kelk. De bloemsteel is 3–7 cm lang en zitten vast boven het midden van het schutblad.
De langwerpig-eivormige vrucht is een doosvrucht, die langer is dan de kelk. Het zaad is 1,5–1,7 mm lang en 0,8 mm breed.
Het aantal chromosomen is 2n = 20.

## Lagere taxa
Melkviooltje kent een voor Nederland endemische variëteit: heidemelkviooltje (Viola stagnina var. lacteoides).

## Syntaxonomie
In de syntaxonomie staat melkviooltje te boek als kensoort voor het verbond van biezenknoppen en pijpenstrootje (Junco-Molinion), een verbond van plantengemeenschappen van soortenrijke, natte graslanden op voedselarme en zwak zure bodems.

## Verspreiding en trend
Het natuurlijke verspreidingsgebied van melkviooltje strekt zich uit over Europa en Siberië. In Nederland komt ze voor in laagveengebieden in Friesland, de Alblasserwaard, de Gelderse Vallei, Salland en de Achterhoek. De soort staat op de Nederlandse Rode lijst van planten als zeer zeldzaam en sterk in aantal afgenomen.